# 隘門三聖殿
隘門三聖殿，全名代天巡狩三聖殿，古名代天巡狩廟、大巡狩宮。臺灣澎湖縣廟宇，位於湖西鄉隘門村，鄰近澎湖機場。開基之初奉中壇元帥，後主祀金府千歲，今主奉萬府千歲。法師流派為普庵派。

## 沿革
隘門村自清領時期屬「林投澳」:169，廟宇坐落於村內俗稱「七星穴」所在。根據日治時期的調查：三聖殿在清乾隆乙巳年（即乾隆50年，公元1785年）便有「代天巡狩廟」的廟宇紀載、乾隆丙午年（乾隆51年，公元1786年）則作「大巡狩宮」，曾請外來的客神「紙王爺」來鎮境，後奉「金府王爺」為主神，而在民國91年（2002年），主祀神明又改為「萬府千歲」。
已故的洪清徙法師長曾推論過三聖殿的歷史，最早應能追溯至乾隆初年至中葉（1736年－1775年），但依據廟方所藏的「並受其福」、「聲靈赫濯」兩匾，落款年份為乾隆51年（1786年）、而乾隆50年（1785），隘門三聖殿有從他處遷建至今址的文獻紀錄，故建廟可考歷史年代仍以乾隆50年（1785年）為主。
隘門代天巡狩廟分別在光緒15年（1889年）、 昭和四年（1929年）間進行過修建工程；在民國57年（1968年）修建時，乃委請大木匠師葉根壯施作，並將原「代天巡狩廟」增改作「代天巡狩三聖殿」，順利於民國60年（1971年）落成入火。據稱「三聖」係指原祀奉的萬、金府兩位王爺千歲，又添入扶鸞信仰的文衡聖帝，引以為三聖，故以「三聖殿」名之。
民國85年（1996年），隘門村民籌組「三聖殿管理委員會」，鑒於廟舍老舊、屋頂漏水嚴重，委員會於民國86年（1997年）提出舊廟全拆、另立新廟之議，獲得全體委員同意。新廟於民國86年（1997年）農曆十月初十動土、民國88年（1999年）農曆十月廿八舉行入火安座，農曆十一月正式告成，即為今貌。此次重建耗時兩年，重建經費則總計為新台幣6000萬元左右。

## 軼聞
據稱當初雕塑三聖殿神像之時，金府恩主公（金府千歲）曾託夢予廟中的人，表示要選擇眼睛旁帶一點紅痣的神像，但是之後取神像的人並非是神明託夢之人。另外那人在雕刻店挑選之時，以為「目旁紅痣的神像」為瑕疵品，所以挑走另外一尊神像，事後發現請錯的時候，原本那尊已經被大倉嶼的人給攜回。嗣後據稱，但凡隘門三聖殿信眾祭拜金恩主時，都須面朝村落的西北方，乃是因為金恩主的元神仍座落於西北方大倉嶼的緣故。

## 圖輯

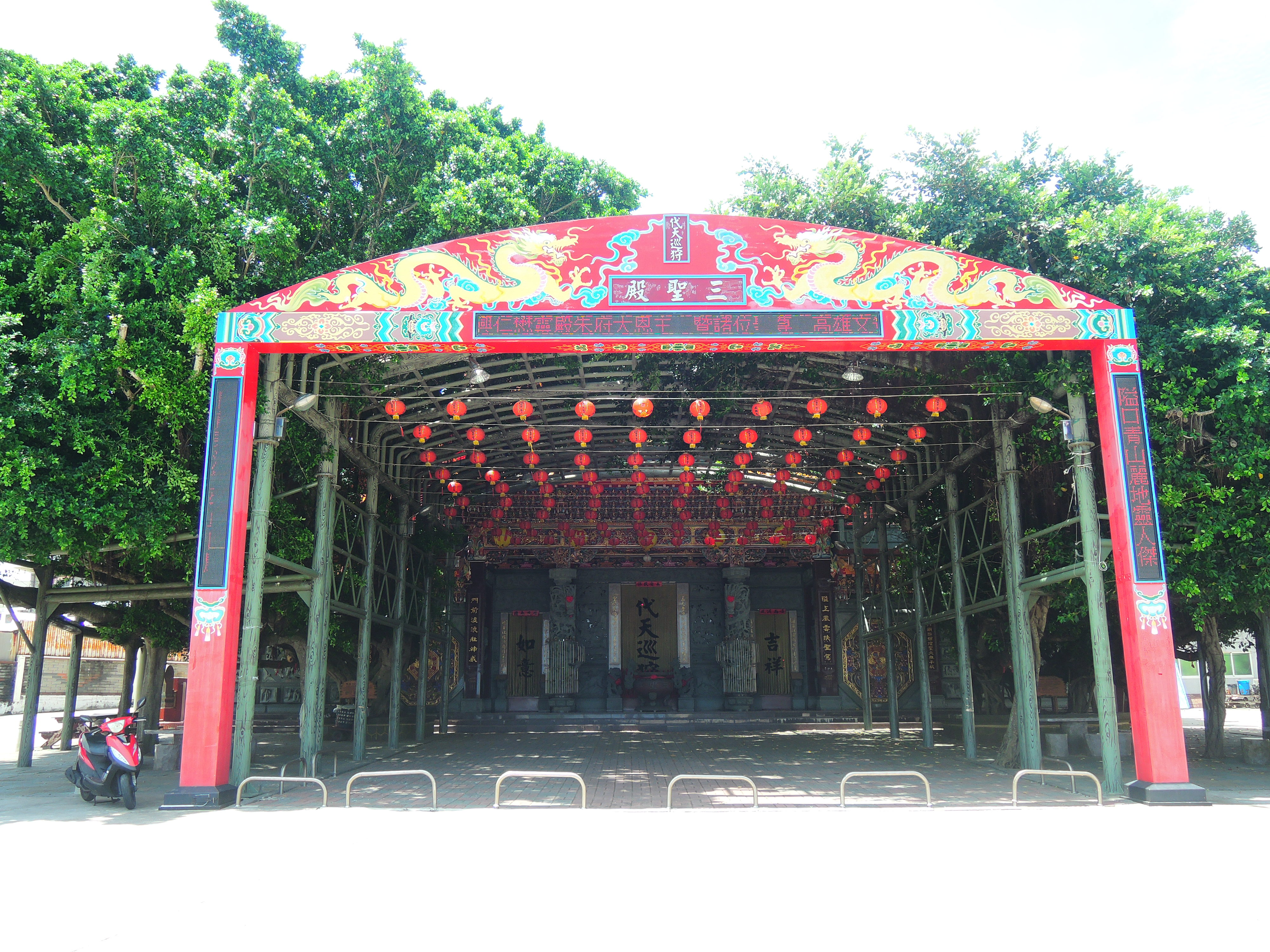
廟埕、榕樹
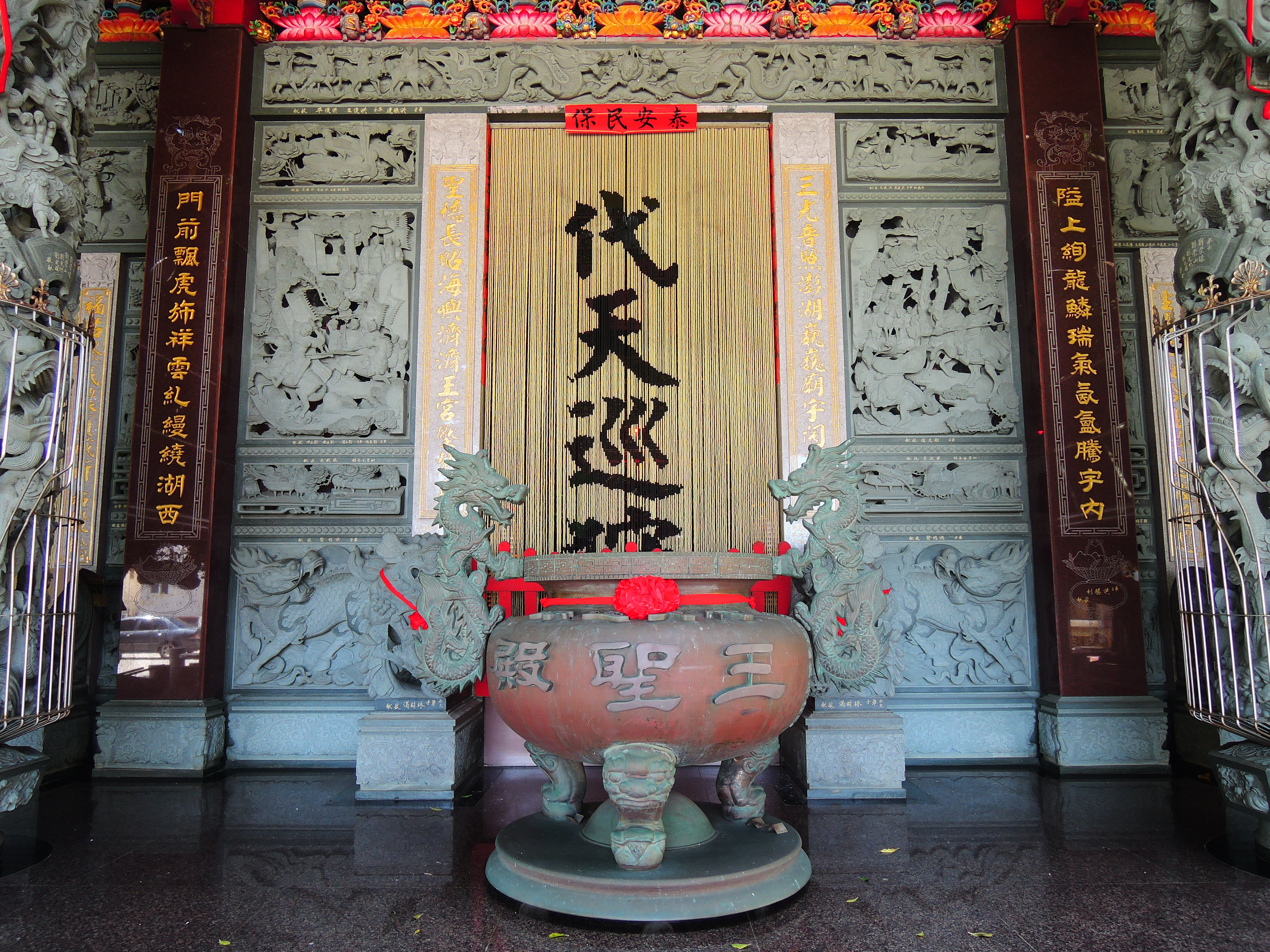
天公爐、楹聯
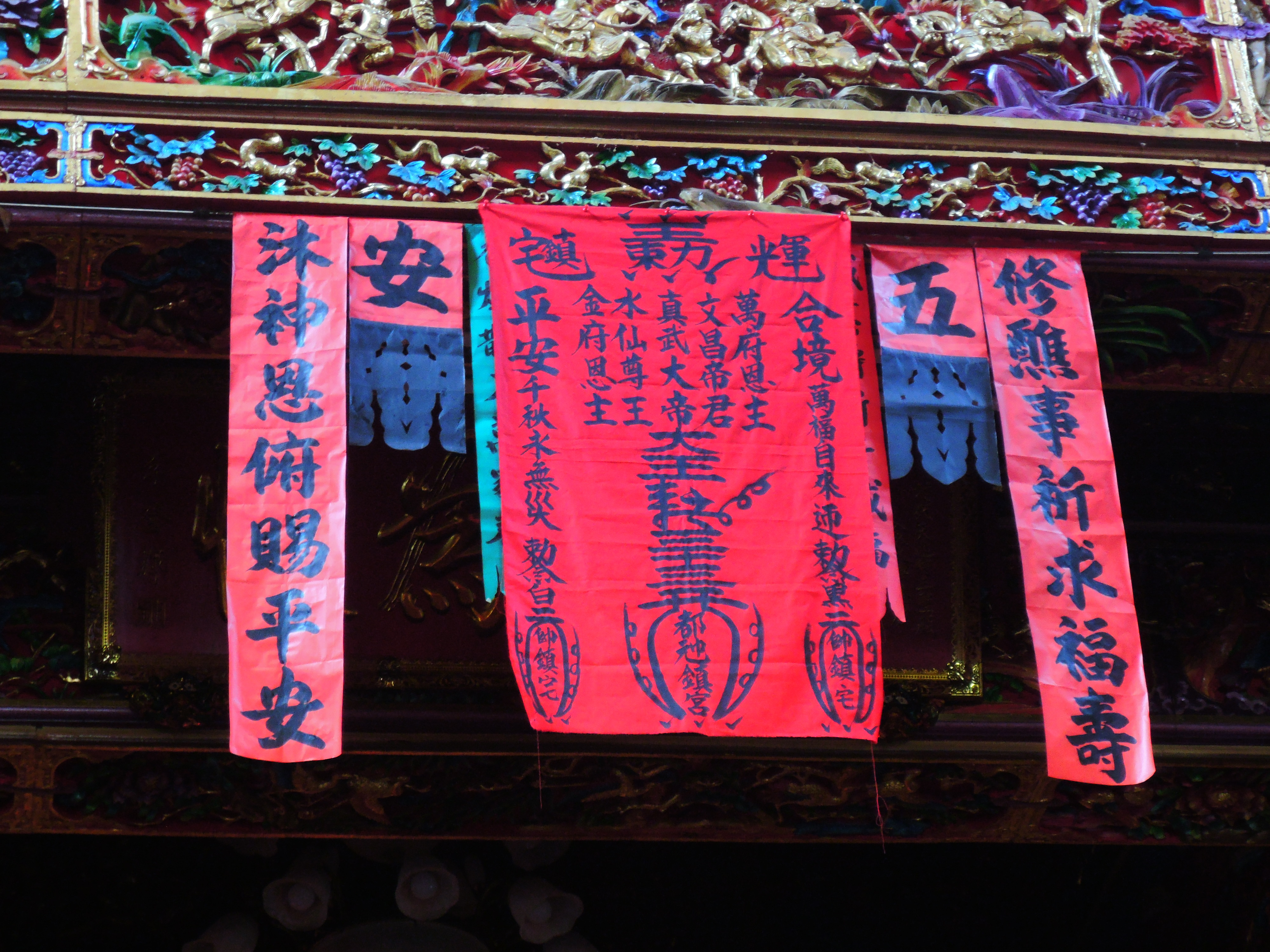
大符雷令
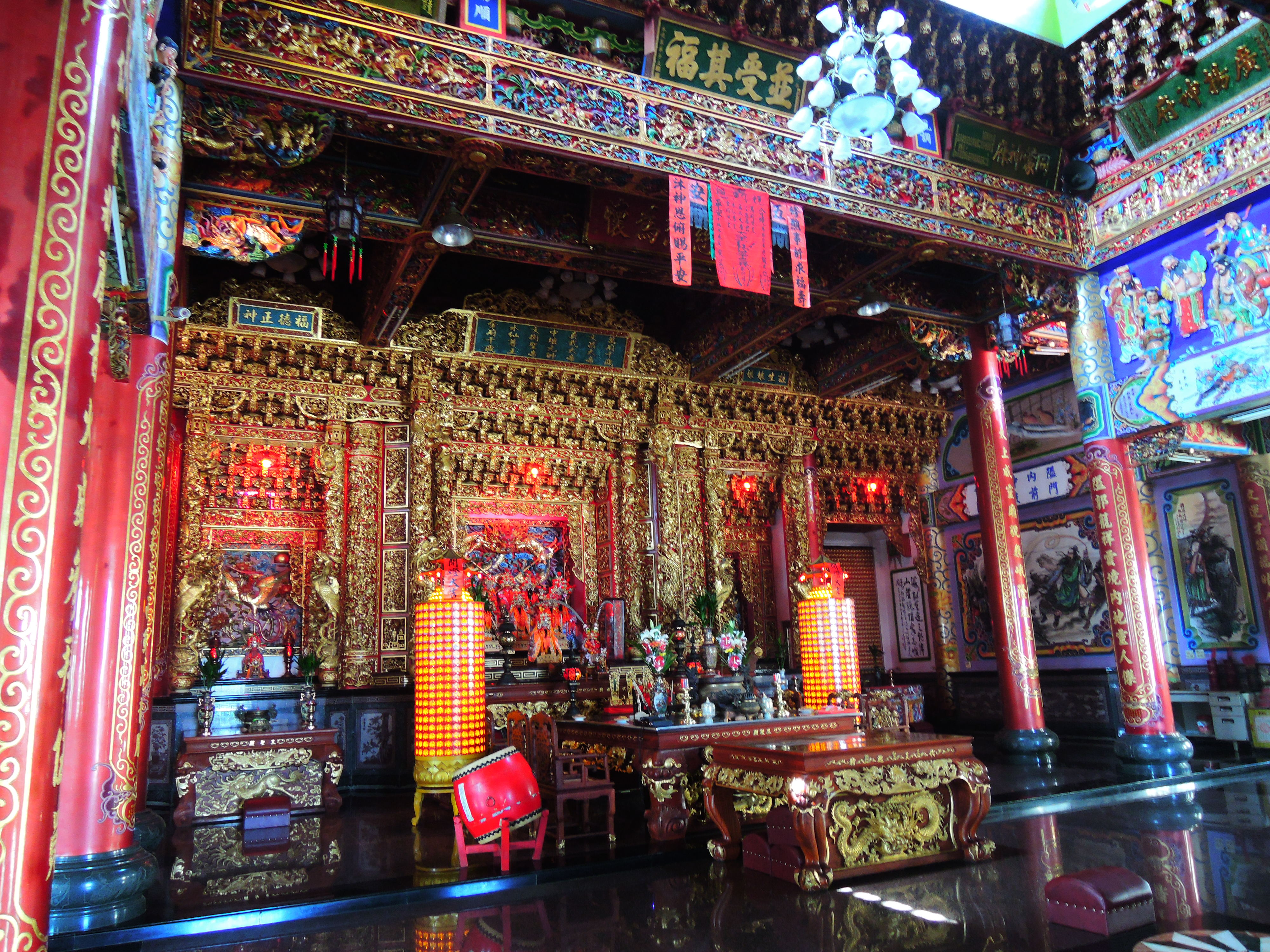
神明廳
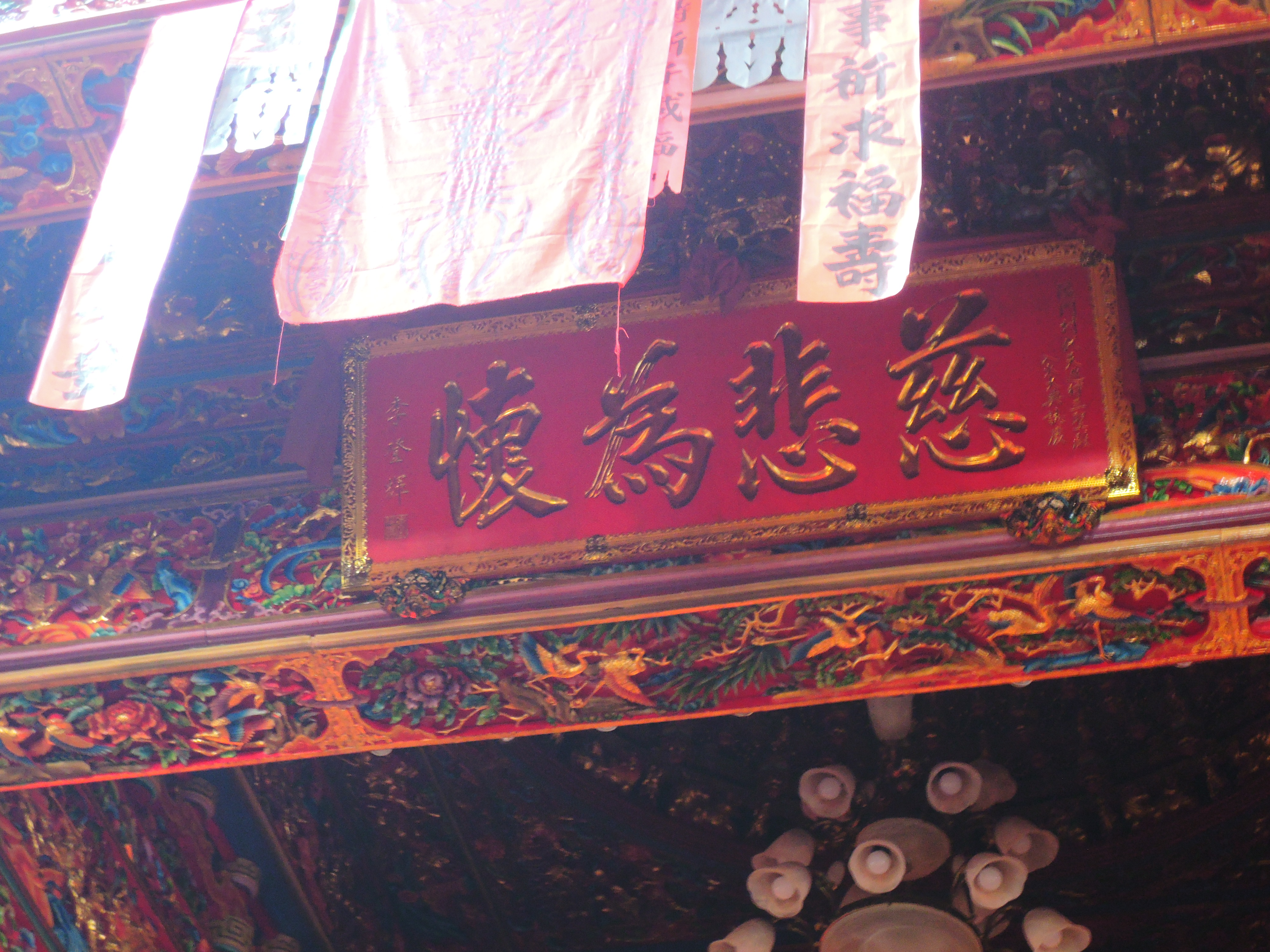
慈悲為懷匾（李登輝題）
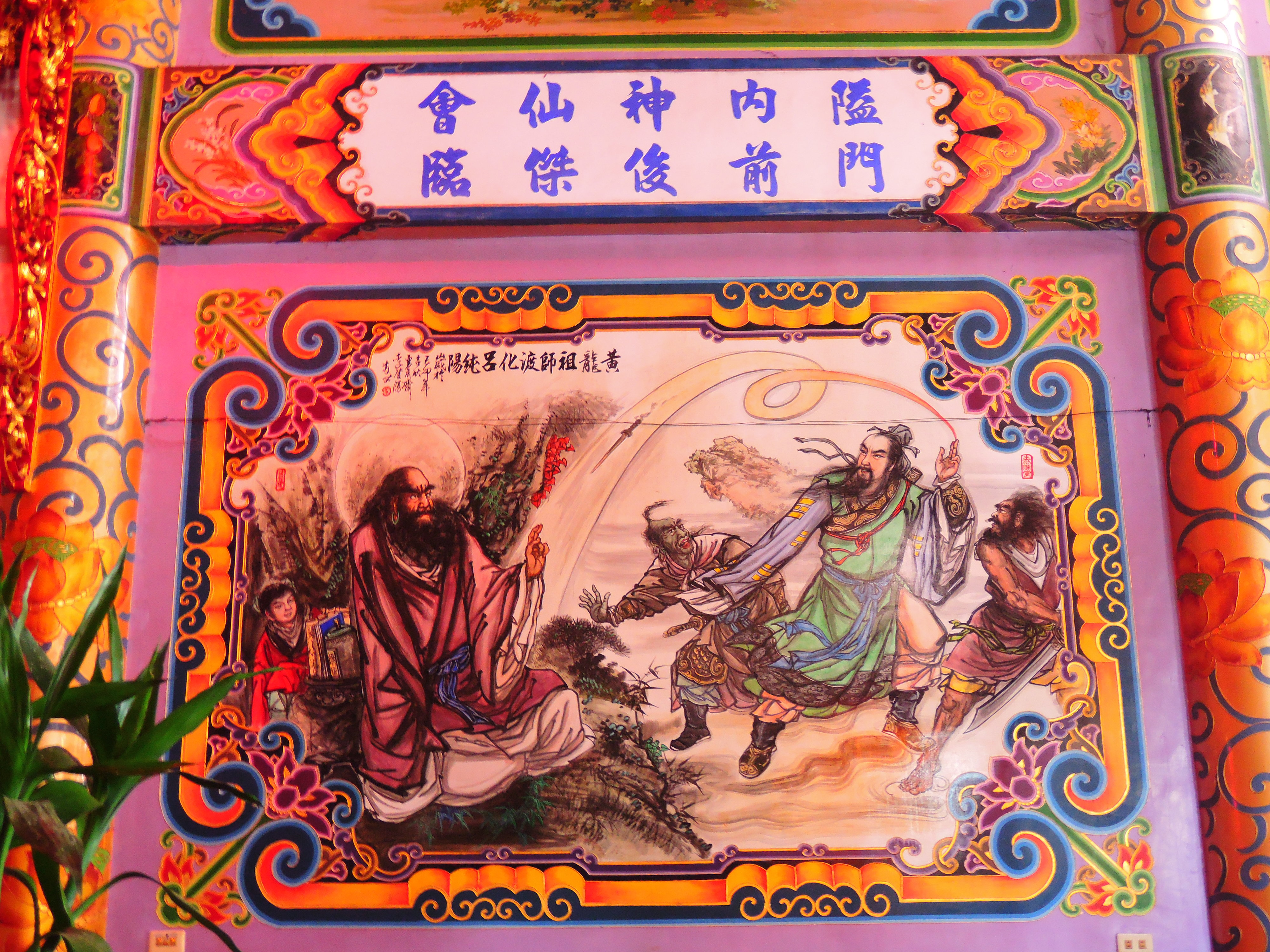
壁畫：黃龍祖師渡化呂純陽